# Ödön Rádl
Ödön Rádl (Lugașu de Jos, 30 marzo 1848 – Oradea, 20 dicembre 1916) è stato un giurista e scrittore rumeno in lingua ungherese.

## Biografia
Studiò diritto in Oradea. Fu amico di Kálmán Tisza e István Tiszaa. Scrisse per varie pubblicazioni (Nagyváradi Lapok, Tiszavidék...) e fu membro del Partito Liberale e di Petőfi Társaság. Endre Ady criticò il suo conservatorismo.

## Opere
- Levelek egy német faluból (1870)
- Szomorú történetek (1871)
- Jean Paul (1872)
- Egy tél Olaszhonban (1872)